# Grazer SC

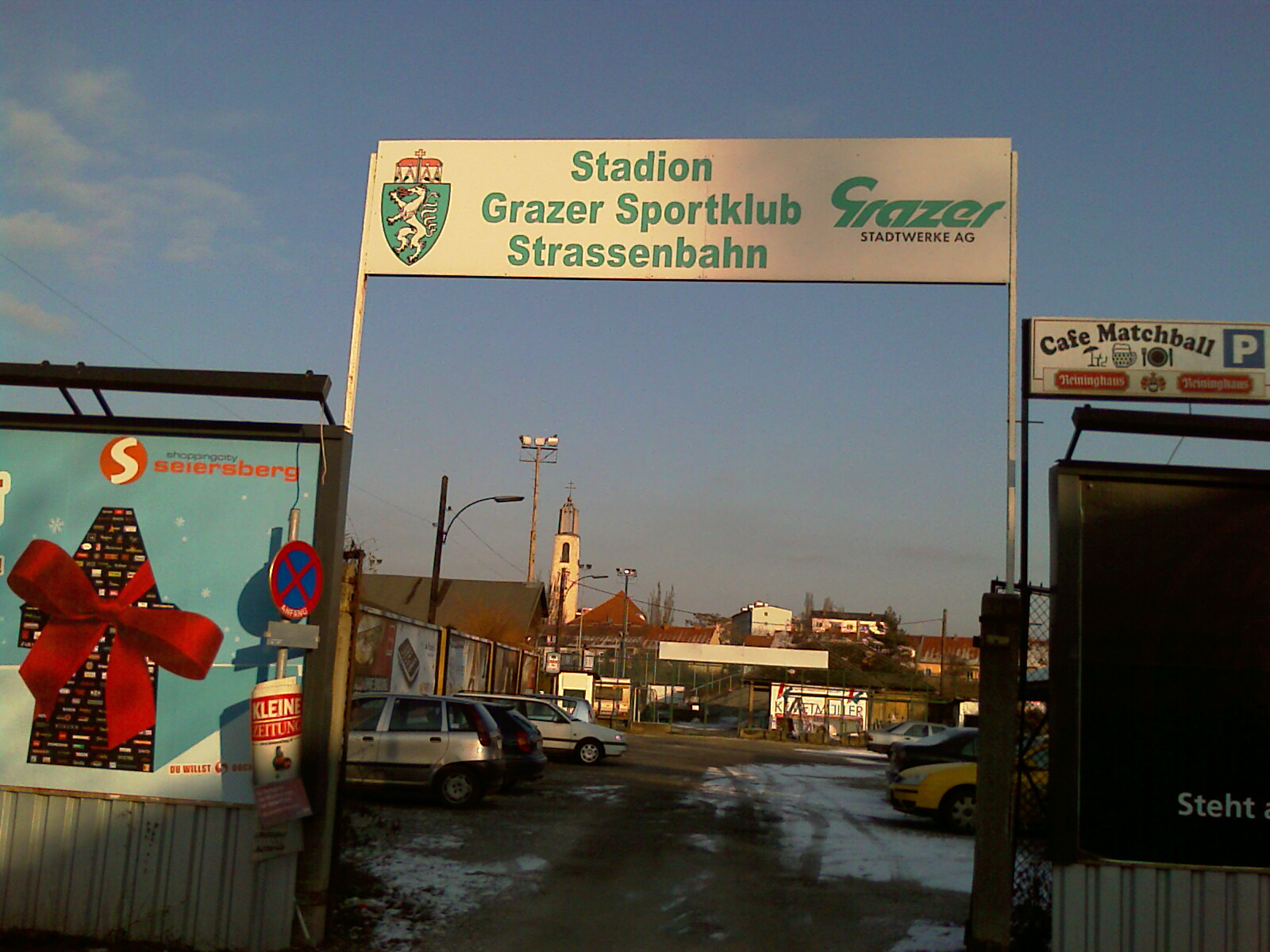

Grazer SC is een Oostenrijkse voetbalclub uit Graz.
De club werd in januari 1923 opgericht. De eerste wedstrijd werd in maart van dat jaar gespeeld tegen de reserven van Grazer AK en verloren met 1-6. In 1924 werd de club kampioen van de derde klasse en het volgende seizoen ook van de tweede klasse. Dit met het doelsaldo 57:1. Hierdoor speelde de club in 1925 voor het eerst in de hoogste klasse van Steiermark.
In 1928 begon de club met de bouw van een stadion in Liebenau, die nog datzelfde jaar voltooid werd. Door de successen en het nieuwe stadion werd Grazer SC een van de beste clubs van Steiermark. In het voorjaar van 1934 won de club voor het eerst van aartsrivaal Sturm Graz, met 5-0.
In 1938 promoveerde de club naar de hoogste klasse, dat in die tijd een onderdeel was van de Duitse Gauliga. In de DFB-Pokal won de club met 3-2 van Austria Wien. In de competitie werd de club achtste en degradeerde ze niet. Het volgende seizoen was de competitie enkel toegankelijk voor clubs uit Wenen en Grazer SC en Linzer ASK moesten een jaar wachten. Bij de terugkeer in 1941 werd Grazer negende en degradeerde. De club keerde nog één keer terug naar de hoogste klasse in 1952/53.